# Classe Sargo
Les sous-marins de classe Sargo sont les premiers submersibles américains envoyés au combat après l'attaque de Pearl Harbor, commençant des patrouilles de guerre le lendemain de l'attaque, soit le 8 décembre 1941. Ils ont été construits entre 1937 et 1939.
L'USS Swordfish (SS-193, « Espadon ») a la distinction d'être le premier navire de la marine des États-Unis à avoir coulé un navire japonais pendant la Seconde Guerre mondiale. Au total, les sous-marins de cette classe auront coulés 73 navires japonais, dont un sous-marin, pendant la guerre.
L'USS Sailfish (SS-192) a coulé le porte-avions japonais Chūyō qui transportait 21 membres d'équipage de l'USS Sculpin (SS-191 « Chabot ») faits prisonniers par les Japonais ; seul un d'entre eux a survécu au naufrage. Le Sculpin avait été l'un des navires ayant participé au sauvetage des 33 hommes de l'USS Squalus (SS-192) quand celui-ci avait coulé cours d'une plongée d'essai en 1939 ; le Squalus a été renfloué et remis en service comme USS Sailfish.
Après la Seconde Guerre mondiale, les unités de cette classe ont servi à des fins d'entraînement. L'USS Searaven (SS-196) a été utilisé comme navire-cible au cours des essais atomiques dans l'atoll de Bikini en 1946. L'USS Sailfish devait lui aussi servir de navire-cible pour ces essais, mais il a été vendu pour la ferraille en 1948.

## Liste des unités de la classe
| Nom       | Numéro de coque | Chantier                                                     | Quille posée      | Lancement         | Mis en service le | Sort |
| --------- | --------------- | ------------------------------------------------------------ | ----------------- | ----------------- | ----------------- | --- |
| Sargo     | SS-188          | Chantier naval Electric Boat de Groton, Groton (Connecticut) | 12 mai 1937       | 6 juin 1938       | 7 février 1939    | Vendu pour la ferraille le 19 mai 1947 à la Learner Company de Oakland |
| Saury     | SS-189          | Chantier naval Electric Boat de Groton, Groton               | 28 juin 1937      | 20 août 1938      | 3 avril 1939      | Vendu pour la ferraille le 19 mai 1947 à la Learner Company de Oakland |
| Spearfish | SS-190          | Chantier naval Electric Boat de Groton, Groton               | 9 septembre 1937  | 29 octobre 1938   | 19 juillet 1939   | Vendu pour la ferraille le 19 mai 1947 à la Learner Company de Oakland |
| Sculpin   | SS-191          | Portsmouth Naval Shipyard, Kittery (Maine)                   | 7 septembre 1937  | 27 juillet 1938   | 16 janvier 1939   | Endommagé par des charges de profondeur et des tirs de IJNS Yamagumo le 19 novembre 1943 ; sabordé |
| Squalus   | SS-192          | Portsmouth Naval Shipyard, Kittery (Maine)                   | 18 octobre 1937   | 19 septembre 1938 | 1er mars 1939     | Coulé durant des essais le 23 mai 1939. Réparé et remis en service sous le nom de USS Sailfish le 9 février 1940 Vendu pour la ferraille le 18 juin 1948 à la Luria Brothers and Company de Philadelphie |
| Swordfish | SS-193          | Mare Island Naval Shipyard, Vallejo (Californie)             | 27 octobre 1937   | 4 janvier 1939    | 22 juillet 1939   | Coulé par des navires anti-sous-marins japonais le 12 janvier 1945 au large des îles Ryūkyū |
| Seadragon | SS-194          | Chantier naval Electric Boat de Groton, Groton               | 18 avril 1938     | 21 avril 1939     | 23 octobre 1939   | Vendu pour la ferraille le 2 juillet 1948 à la Luria Brothers and Company de Philadelphie |
| Sealion   | SS-195          | Chantier naval Electric Boat de Groton, Groton               | 30 juin 1938      | 25 mai 1939       | 27 novembre 1939  | Bombardé par des avions japonais au Cavite Navy Yard le 10 décembre 1941 ; sabordé le 25 décembre 1941                                                                                                   |
| Searaven  | SS-196          | Portsmouth Naval Shipyard, Kittery (Maine)                   | 9 août 1938       | 21 juin 1939      | 2 octobre 1939    | Utilisé comme navire-cible lors de l'opération Crossroads |
| Seawolf   | SS-197          | Portsmouth Naval Shipyard, Kittery, Maine                    | 27 septembre 1938 | 15 août 1939      | 1er décembre 1939 | Coulé par tir ami du Richard M. Rowell le 3 octobre 1944 |